# Hellmuth von Weber
Otto Hellmuth von Weber (* 4. Juli 1893 in Nossen; † 10. Mai 1970 in Bonn) war ein deutscher Rechtswissenschaftler und Kriminologe.

## Herkunft, Leben und Wirken
Hellmuth von Weber entstammte einer sächsischen Beamtenfamilie; sein Urgroßvater, Konsistorialpräsident Karl Gottlieb von Weber, schuf das sächsische Kirchenrecht und wurde dafür in den sächsischen Adelsstand erhoben; sein Großvater war der Jurist und Dresdner Oberlandesgerichtspräsident Anton von Weber. Der Verleger und Kunstmäzen Hans von Weber war ein Cousin zweiten Grades; ein verwandtschaftliches Verhältnis zum Komponisten Carl Maria von Weber bestand nicht. Geboren wurde er während der Wirkungszeit seines Vaters Otto von Weber (1860–1930), Sohn Anton von Webers, als Amtsgerichtsassessor in Nossen.
Von Weber habilitierte sich 1924 an der Universität Leipzig, war von 1926 bis 1928 außerordentlicher Professor an der deutschen Universität in Prag, von 1928 bis 1937 ordentlicher Professor für Strafrecht an der Universität Jena und ab 1937 (als Emeritus bis zu seinem Tode) ordentlicher Professor für Strafrecht und Kriminologie an der Universität Bonn.
Nach dem Reichstagsbrand am 28. Februar 1933 erstellte Hellmuth von Weber mit Friedrich Oetker und Walter Nagler ein Eilgutachten, das am 4. März 1933 vorgelegt wurde. Die Gutachter vertraten den Standpunkt, dass eine rückwirkende Strafverschärfung durch einfaches Gesetz möglich sei und wohl auch vom Reichsgericht akzeptiert werde. In der juristischen Literatur würden dagegen nachträglich strafschärfende Gesetze überwiegend abgelehnt. Auch mit Bedenken aus der Öffentlichkeit sei zu rechnen.

## Schriften (Auswahl)
- Eilgutachten für den Reichstagsbrandprozess (1933 – mit Friedrich Oetker und Walter Nagler)
- Internationale Strafgerichtsbarkeit, Berlin 1934.
- Grundriss des deutschen Strafrechts, Dümmler 1946.
- Die strafrechtliche Verantwortlichkeit für Handeln auf Befehl, Meissner 1948.
- Der Schutz des Staates, Tübingen: Mohr 1951.
- Die richterliche Strafzumessung, Tübingen: C.F.Müller 1956.